# Liste der reichsten Portugiesen
Die reichsten Menschen in Portugal waren im August 2011:
| Rang | ! Name                                     | ! Vermögen (in Mio. Euro) | ! Quelle des Vermögens                       |
| ---- | ------------------------------------------ | ------------------------- | -------------------------------------------- |
| 1.   | Américo Amorim († 2017)                    | 2587,2                    | Galp Energia, Corticeira Amorim              |
| 2.   | Alexandre Soares dos Santos († 2019)       | 1917,4                    | Grupo Jerónimo Martins (Pingo Doce, Recheio) |
| 3.   | Belmiro de Azevedo († 2017)                | 1297,6                    | Grupo Sonae                                  |
| 4.   | Familie Guimarães de Mello                 | 1000,6                    | EDP, Brisa, EFACEC, CUF, J. de Mello         |
| 5.   | Familie Alves Ribeiro                      | 779,7                     | Alves Ribeiro Construções                    |
| 6.   | Luís Silva und Perpétua Bordallo da Silva  | 679,7                     | PT                                           |
| 7.   | Manuel Violas und Rita Celeste Violas      | 650,6                     | Casinos Solverde                             |
| 8.   | Maria do Carmo Moniz Galvão Espírito Santo | 645,8                     | Banco Espírito Santo                         |
| 9.   | Familie Cunha José de Mello                | 638                       | Grupo Mello                                  |
| 10.  | António da Silva Rodrigues                 | 551                       | Simoldes                                     |

## Quelle
- Diário de Notícias, 26. August 2011